# Индийский клювач
Индийский клювач (лат. Mycteria leucocephala) — птица рода американских клювачей семейства аистовых.
Индийский клювач распространён в Шри-Ланке, Индии, Индокитае и Южном Китае. Селится около озёр, болот и на рисовых полях.

## Фото

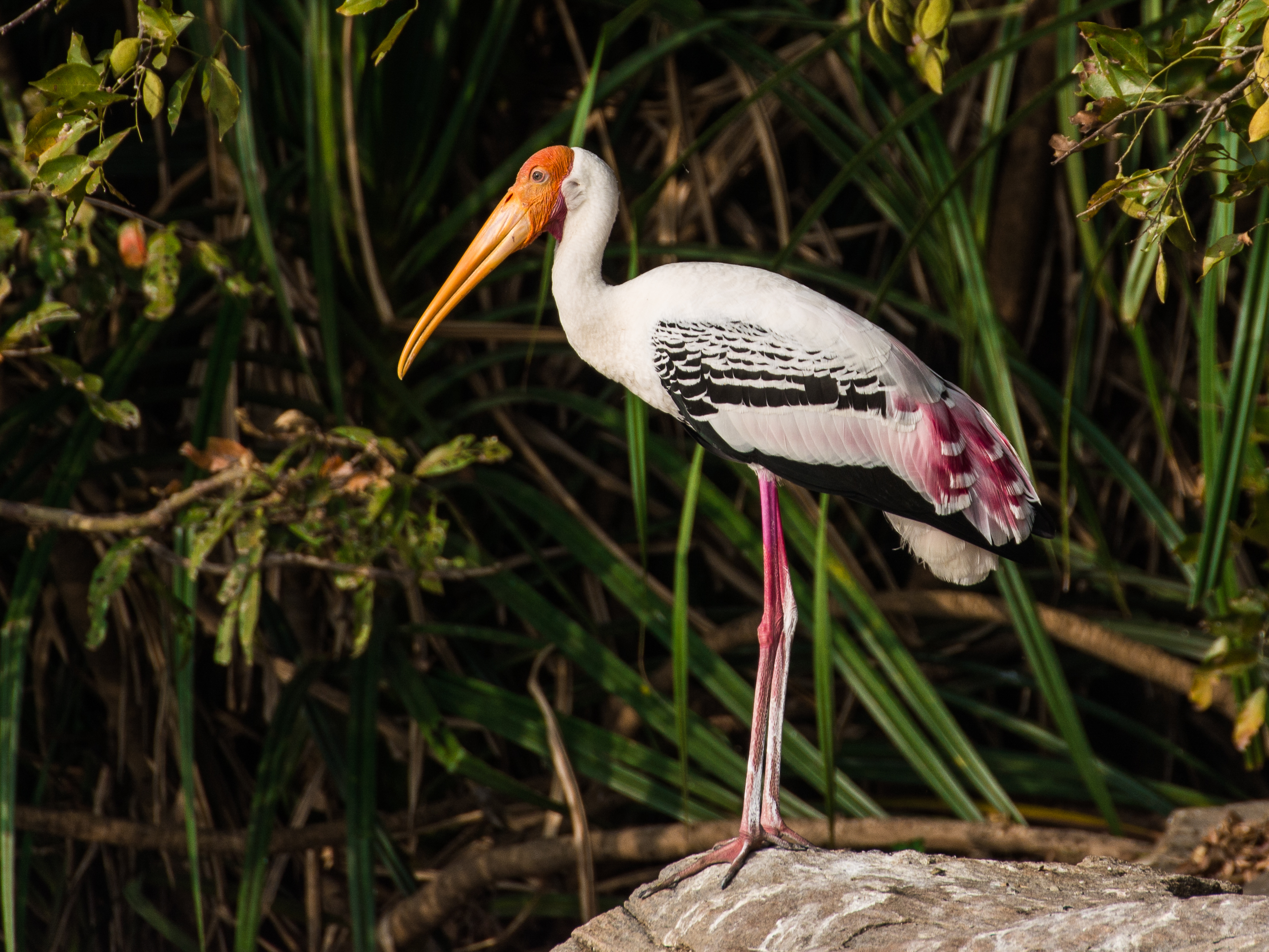
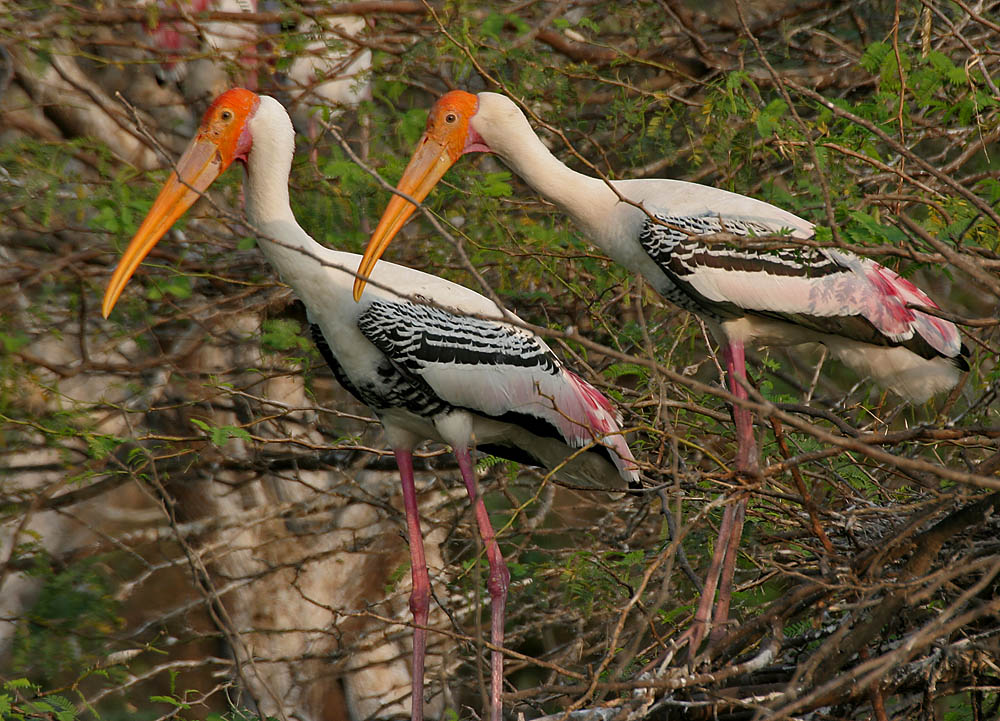
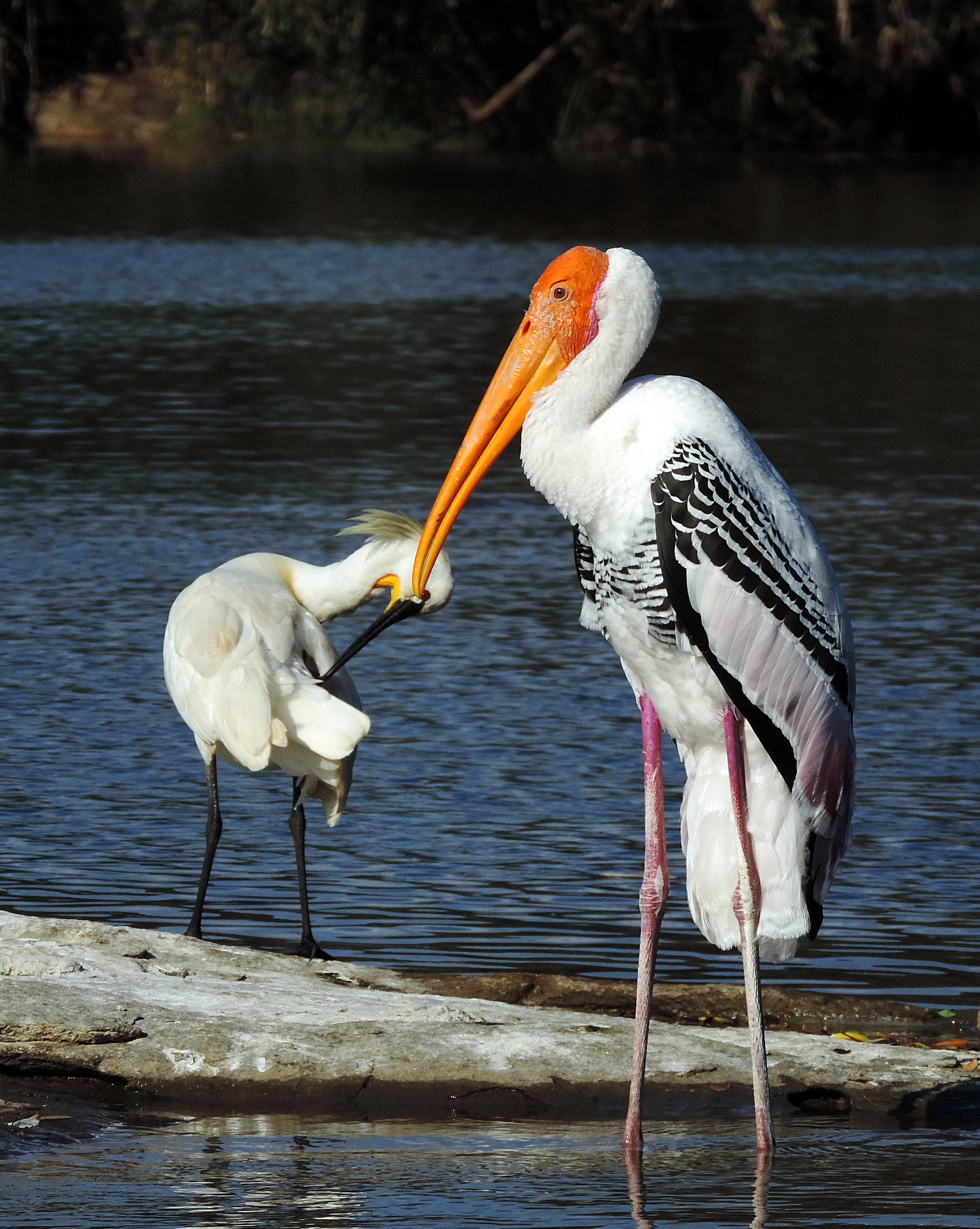
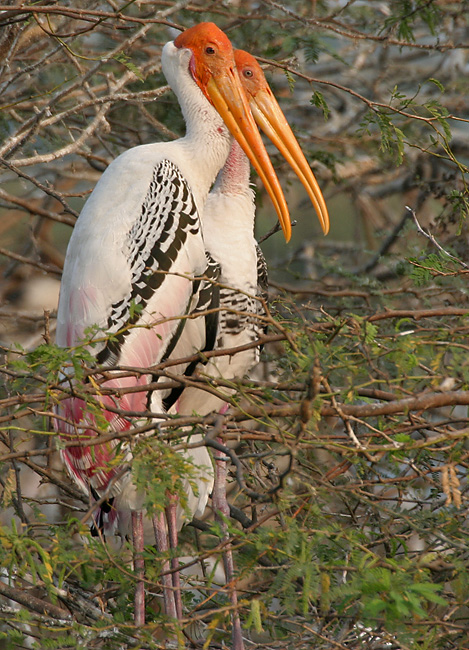
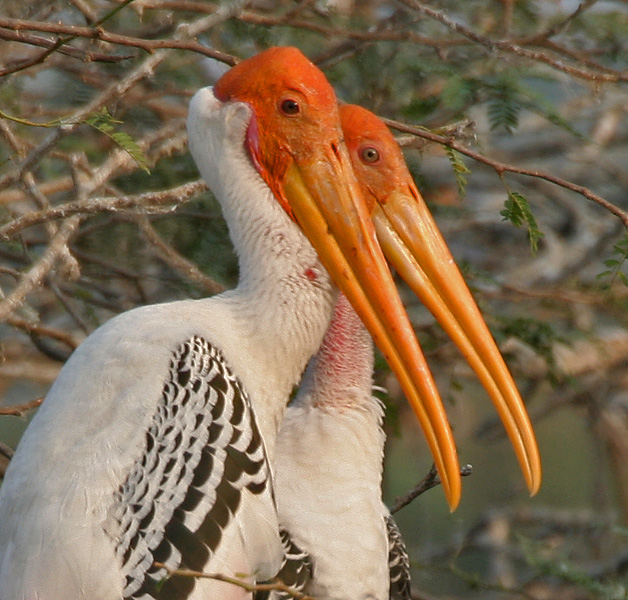
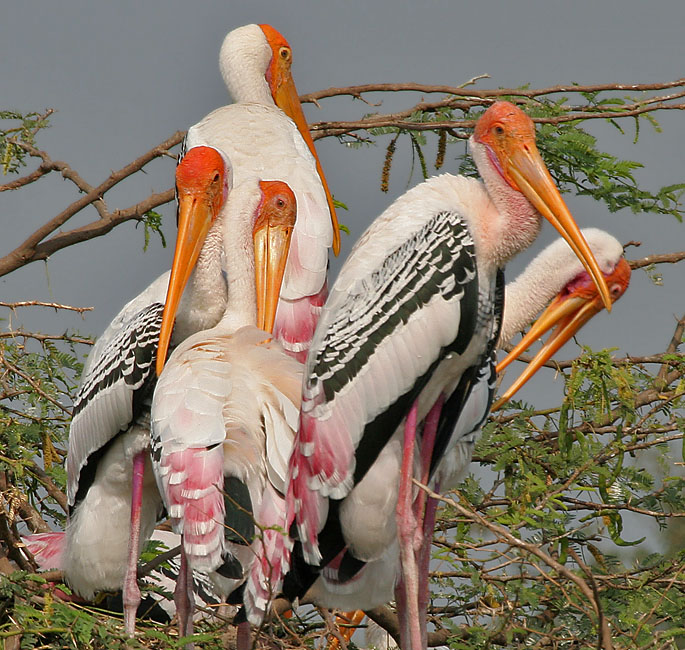
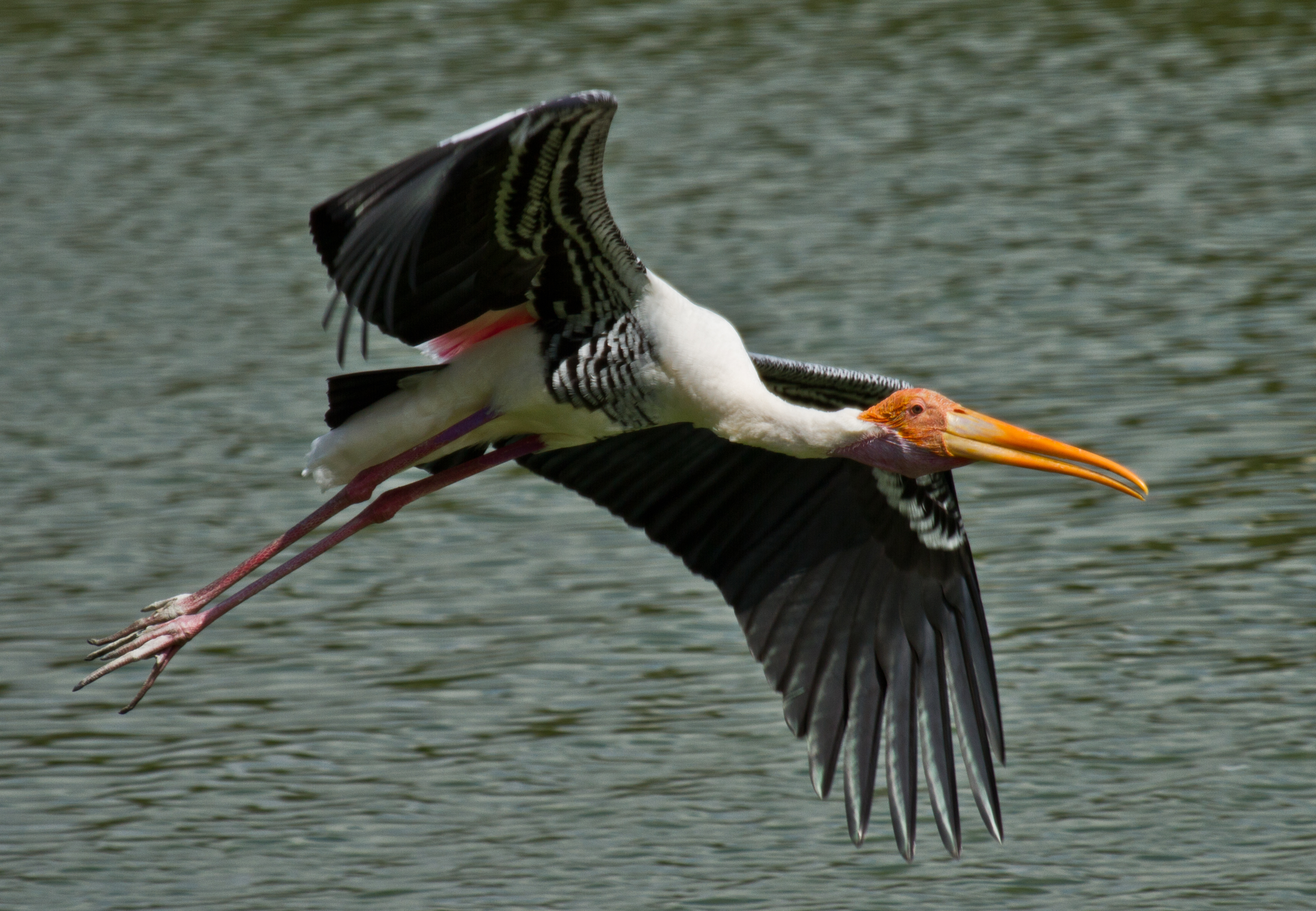